# Jaszczerek
Jaszczerek – wieś kociewska w Polsce, położona w województwie pomorskim, w powiecie starogardzkim, w gminie Osiek, na wschodnim skraju w kompleksu leśnego Borów Tucholskich i przy drodze wojewódzkiej nr .
W latach 1975–1998 miejscowość położona była w województwie gdańskim.

## Urodzeni w Jaszczerku
- Józef Mazur – polski przemysłowiec, polityk i działacz społeczny, poseł na Sejm w II RP, ofiara niemieckiego nazizmu[3].